# Windows Terminal
Windows Terminal (ウィンドウズ・ターミナル) は、マイクロソフトによって開発されたWindows 10およびWindows 11向けの端末エミュレータである。MITライセンスの下で公開されており、コマンドプロンプト、PowerShell、WSL及びSSHに対応している。GitHubにおいてソースコードが公開された後、2019年6月21日にMicrosoft Storeにおいてプレビュー版が公開された。
2022年後半に行われたWindows 11の「22H2」の大型アップデートにおいて、コマンドプロンプトやPowerShellに代わり「Windows Terminal」がデフォルトのCUIになる．

## 特徴
- タブ機能付きインタフェース
- ANSIエスケープシーケンス（英語版）のサポート
- UTF-8及びUTF-16(Unicode)のサポート (CJK統合漢字及び絵文字を含む)[注釈 1]
- ハードウェア・アクセラレータに対応したDirectWrite/DirectXベースのテキスト描画
- ウィンドウの透過効果のサポート
- トゥルーカラー (24ビット) のサポート
- テーマ（英語版）のサポート
- JSONによる設定ファイル
- Microsoft UI Automation (UIA) ツリーを介したMicrosoft Narrator（英語版）との互換性[6]
- Azure Cloud Shell Connector[7]
- クリップボードへテキストをコピーする際に、HTMLとしてマークアップしてコピーする機能

## フォント
マイクロソフトはコマンドラインインタフェース向けの新しい等幅フォントとしてCascadia Code (カスカディア・コード) を公開した。このフォントにはプログラミングのための合字が含まれており、Windows Terminal、コンソールアプリケーション、Visual StudioやVisual Studio Codeのようなソースコードエディタのルック・アンド・フィールを向上させるように設計されている。このフォントは2019年5月にWindows Terminalと同時に発表され、同年9月にOFL 1.1の下で公開されたオープンソースのフォントであり、ソースコードはGitHubで公開されている。マイクロソフトによると、このフォントは将来のWindows Terminalのリリースで同梱される予定である。